# Les Taupes Models
 (octobre 2013).
Les Taupes Models est un trio comique français composé des humoristes Florence Foresti, Céline Iannucci et Cécile Giroud. L'activité de ce trio a commencé en 1998 et s'est arrêtée en 2003.

## Biographie
Les Taupes Models se forment la première fois en 1998, au café-théâtre Le Nombril du monde sur une idée de Thierry Buenafuente, le maître des lieux. Le trio se fait repérer et tourne en province. Florence plus particulièrement est repérée par Chris Loung, alors auteur, productrice exécutive et directrice artistique (PVO audiovisuel). À la demande de cette dernière, Florence lui envoie une vidéo où elle est seule en scène. À la suite du visionnage de cette vidéo, Chris Loung l'invite à venir à Paris et cela conduit à la fin du trio comique. Florence quitte Les Taupes Models tandis que Céline et Cécile se séparent également. Céline continue dans le monde du spectacle, seule, alors que Cécile reprendra plus tard en duo avec Yann Stotz.
Le trio a refait une apparition à l'occasion du spectacle Florence Foresti and Friends, mais ne compte pas se reformer pour le moment.

## Spectacles
- 1998 - 2003 : Parce qu'on le vaut bien
- 2008 : Florence Foresti and Friends